# Burhan-i Qati
Il Burhan-i Qati (in persiano برهان قاطع‎, lett. "prova conclusiva") è un dizionario persiano compilato nel XVII secolo da Muhammad Husayn bin Khalaf Tabrizi. Redatto nella città indiana di Hyderabad e dedicato al settimo sultano Qutb Shahi Abdullah Qutb Shah, il dizionario godette di popolarità nel subcontinente indiano. Fu inoltre oggetto di critiche e fu fonte di controversie tra scrittori e linguisti.

## Storia e contenuto
Il dizionario fu compilato tra il 1651 e il 1652 da Muhammad Husayn bin Khalaf Tabrizi, noto con lo pseudonimo di Burhan. Egli si sarebbe trasferito in India da Tabriz stabilendosi nella regione del Deccan, nel subcontinente indiano, e prestando servizio alla corte di Abdullah Qutb Shah. Tuttavia, è anche possibile che avesse ereditato la sua nisba dai suoi antenati che in passato erano emigrati da Tabriz in India.
Il Burhan-i Qati contiene circa 20.211 voci, con un numero che varia tra le varie edizioni. Il dizionario è composto da un'introduzione in nove parti e da un testo principale di ventinove capitoli. Il testo principale è disposto in ordine alfabetico, a differenza di molti dizionari precedenti. L'autore cita quattro dizionari come fonti per la sua opera, ovvero il Farhang-i Jahangiri, il Majma al-Furs, il Surma-yi Sulaymani e il Sihah al-adwiya, sebbene il contenuto del dizionario indichi che siano state usate molte più fonti.
Circa la metà delle voci del Burhan-i Qati sono accompagnate da guide per la pronuncia della parola definita. Il dizionario contiene in particolare molte parole non persiane di diverse lingue iraniche, come l'avestco, il corasmio, il sogdiano, il sistani, il gilaki e il tabari. Appaiono anche parole di altre lingue come ebraico, siriaco, turco, greco, latino e lingue indiane vernacolari, in particolare il deccano.

## Diffusione e accoglienza
Il Burhan-i Qati divenne molto famoso dopo il suo completamento grazie alla sua vasta gamma di parole e composti, alla comodità del suo ordinamento alfabetico e alla raccolta del materiale di altri dizionari. Fu spesso riprodotto in India e Iran e ulteriormente diffuso con l'avvento della tecnologia di stampa. Il dizionario è stato utilizzato come riferimento da scrittori e linguisti più di qualsiasi altro dizionario persiano, ed è stato consultato nella produzione dei successivi dizionari Farhang-i anjuman aray-i Nasiri, Farhang-i Anand Raj e Farhang-i Nafisi. Il Burhan-i Qati è stato utilizzato anche nella compilazione di diversi dizionari persiani in altre lingue.
Il dizionario ha ricevuto critiche per aver contenuto errori etimologici, storici e geografici e per aver incluso parole non effettivamente in uso in persiano. Ciò ha portato molti scrittori a usare parole inventate nel loro lavoro e ad adottare nomi spuri. Tali errori furono notati un secolo dopo da Siraj-ud-Din Ali Khan Arzu e corretti nel suo stesso dizionario. Verso la fine della sua vita, il famoso poeta Mirza Ghalib scrisse una critica al Burhan-i Qati intitolata Qati-i Burhan, che diede inizio a un susseguirsi di polemiche. In risposta al poeta vi furono sia parevoli favorevoli che contrari.